# Fosilie

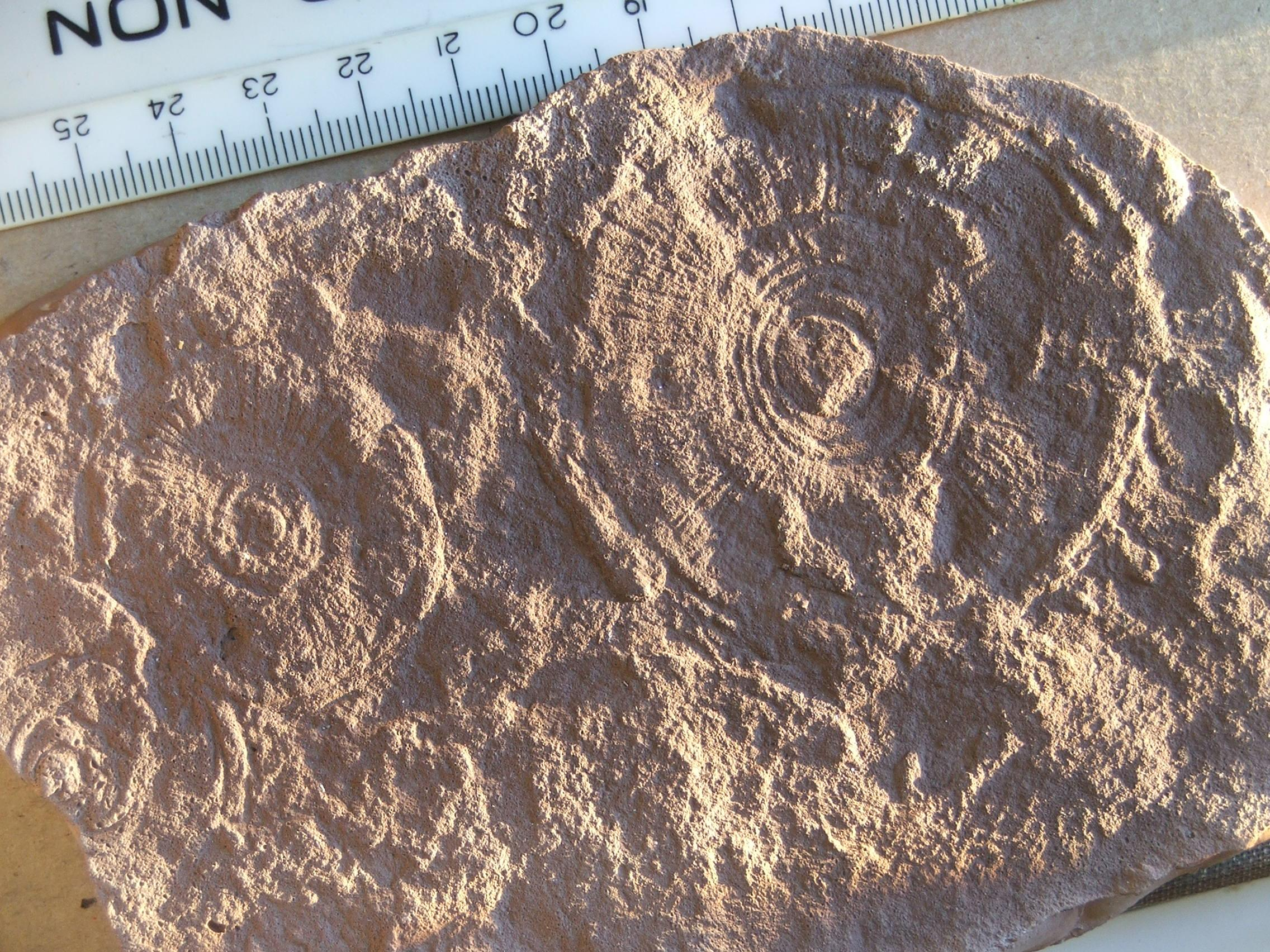
Fosilizovaná kolonie mikroorganismů stará 1,9 miliardy let

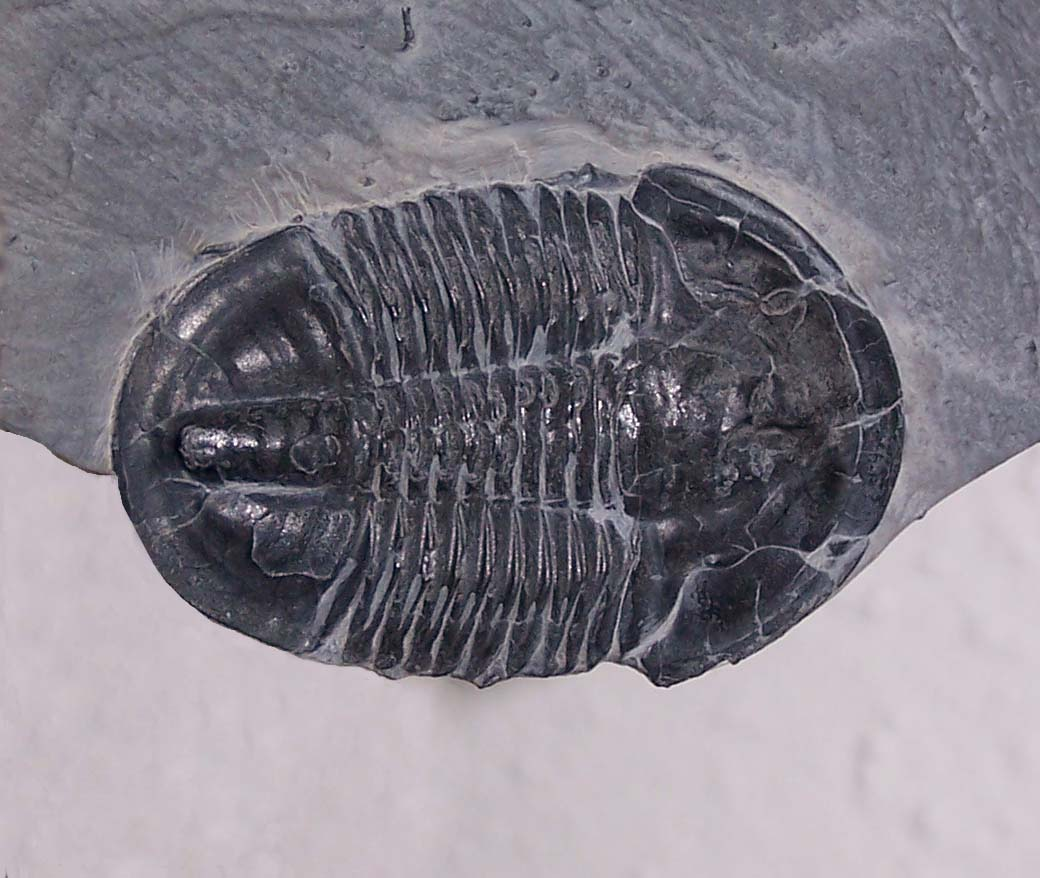
Prvohorní trilobit druhu Asaphiscus wheeleri z období kambria

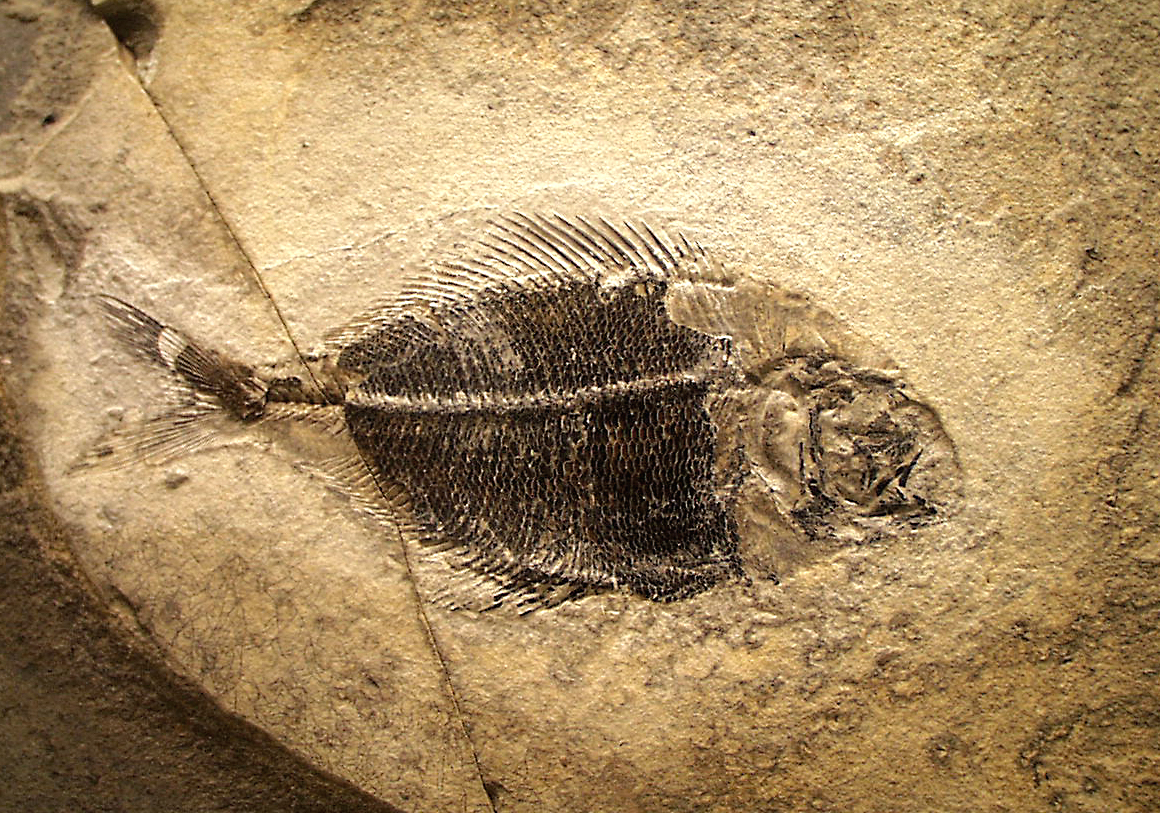
Otisk prehistorické ryby

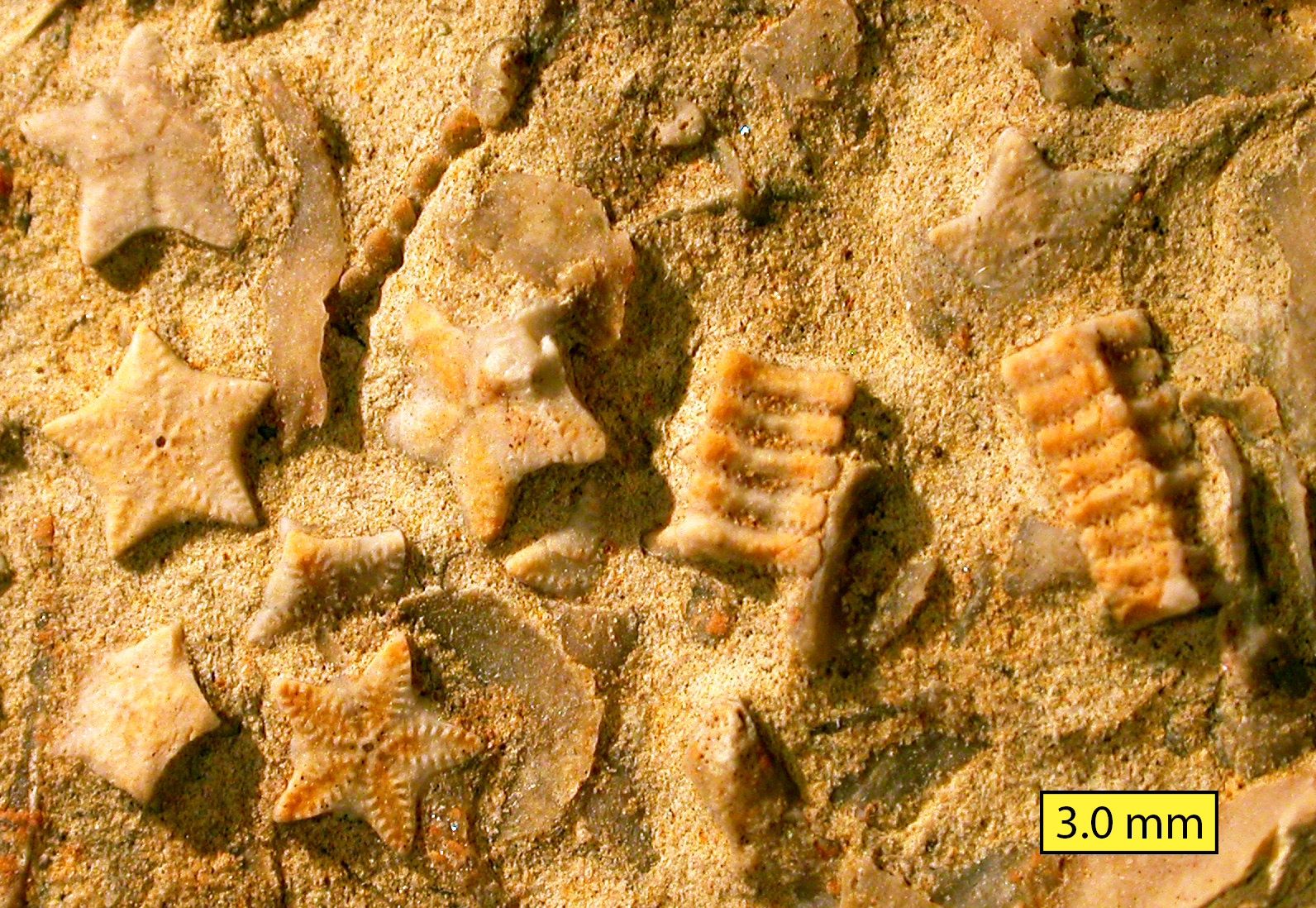
Pozůstatky druhohorní lilijice druhu Isocrinus nicoleti z období střední Jury

Fosilie jsou zbytky a otisky organismů z minulých geologických dob nebo jejich stop a výkalů. Jako synonymum se užívá výraz zkameněliny (petrefakty), přestože ne všechny fosilie procházejí procesem petrifikace (např. mamut zamrzlý v permafrostu). Vznik fosilií neboli fosilizace vyžaduje vzácnou shodu okolností po uhynutí organismu, které vedou buď k zachování jeho částí v případně pozměněném (zkamenělém – petrifikovaném) stavu nebo zachování jeho tvaru otištěného například do sedimentu.
Studiem fosilií se zabývá paleontologie. Nejznámějšími fosiliemi jsou například pozůstatky pravěkých živočichů (trilobitů, dinosaurů, mamutů). Souhrn informací z nalezených fosilií se nazývá fosilní záznam. Pro určování stáří v biostratigrafii i paleontologii jsou důležité především vůdčí fosilie.

## Etymologie
Organická podstata zkamenělých zbytků rostlin a živočichů byla rozpoznána až v 17. století, kdy začaly být odlišovány od minerálů a hornin. V té době se pro ně ujal  název „petrefakty“ (z řeckého petra, kámen a latinského factus, stal se), který se udržel až do začátku tohoto století, zejména v Německu. Odtud je možné odvodit český název zkamenělina.
Slovo fosilie má původ v latinském fossilis – vykopaný. To pochází od fodere (příč. trp. fossum) – kopat, hrabat. Objevuje se rovněž v 17. století a zpočátku se používalo, ve shodě se svým původním latinským významem, pro vše, co je pohřbeno pod zemí. Teprve mnohem později se jeho význam zúžil na předměty organického původu.

## Znaky fosilie
- je zřetelným důkazem existence organismu
- podává alespoň základní představu o tvaru a stavbě organismu
- pochází ze předchozích geologických období (pleistocén a dříve), je tedy starší více než 10 000 let
- vznikla přirozenou cestou (nebyla vytvořena člověkem)

### Co nejsou fosilie
- fosilní horniny a minerály: ropa, uhlí, jantar (nepodávají představu o podobě organizmu)

- zkamenělé organismy z holocénu (mladší 10 000 let)

- pseudofosilie – útvary připomínající fosilie, které jsou původu:

1. anorganického – např.:
  - konkrece – nerostné útvary kulovitého, čočkovitého či nepravidelného tvaru, odlišné od okolního sedimentu, uvnitř kterého vznikl v průběhu diageneze
  - dendrity – drobné keříčkovité povlaky na puklinách různých hornin, složené nejčastěji z oxidických sloučenin manganu a vysrážené z prosakujících vod
  - otisky krystalů minerálů
  - otisky dešťových kapek
2. antropogenního – artefakty

## Vývoj poznatků o fosiliích
V dřívějších dobách lidé neznali pravou podstatu vzniku zkamenělin. Náhodně byly zkameněliny různých organismů objevovány na polích, ve skalách, při výkopových pracích, pracích v lomech, na stavbách mostů, silnic a budov apod. Někdy tak na základě objevů fosilních kostí, rohů a zubů vznikaly i legendy o obrech, dracích a dalších monstrech či bájných bytostech (podobné legendy se dochovaly i v českých dějinách).
Označovali je tedy např. jako:
- hříčky přírody (lusus naturae) – 16. století[3]
- tvarované kameny (lapides figurati) – 16. století[3]
- kameny vzniklé tvořivou silou (lapides sui generis)
- jazykové kameny (glossopetrae)
- kameny spadlé z nebe – Plinius st.

Georg Bauer (Agricola) – studoval rudní ložiska, pouze otisky rybích koster považoval za zkameněliny.
Mnohé fosilní otisky stop považovali obyvatelé staré Číny, Jižní Afriky, Austrálie, Severní Ameriky i Evropy za pozůstatky mytických nebo božských bytostí, legendárních vládců, hrdinů apod. S legendami tohoto druhu se setkáváme již u pramenů pocházejících z doby starověku.
Konrad Gesner – roku 1565 poprvé publikuje obrázky a popis zkamenělin v kompendiu De omni rerum fossilium genere, gemmis, lapidibus metallis, et huiusmedi (dostupné zde)
Nicolaus Stenonius – princip superpozice: V normálním vrstevním sledu leží mladší vrstvy sedimentů nad staršími.
William Smith – zákon stejných zkamenělin (1815): Vrstvy obsahující stejné druhy zkamenělin jsou stejně staré.
Thomas Huxley – princip homotaxe: Shodné postavení všech sledovaných znaků v různých geologických profilech ukazuje na jejich shodnou uspořádanost, nikoli na jejich jistou (přesnou) současnost. (Organismy se do jiných částí světa šíří se zpožděním, a proto ani fosilie stejných druhů na dvou či více různých místech nemusí svědčit o shodném stáří hornin.)

## Klasifikace fosilií

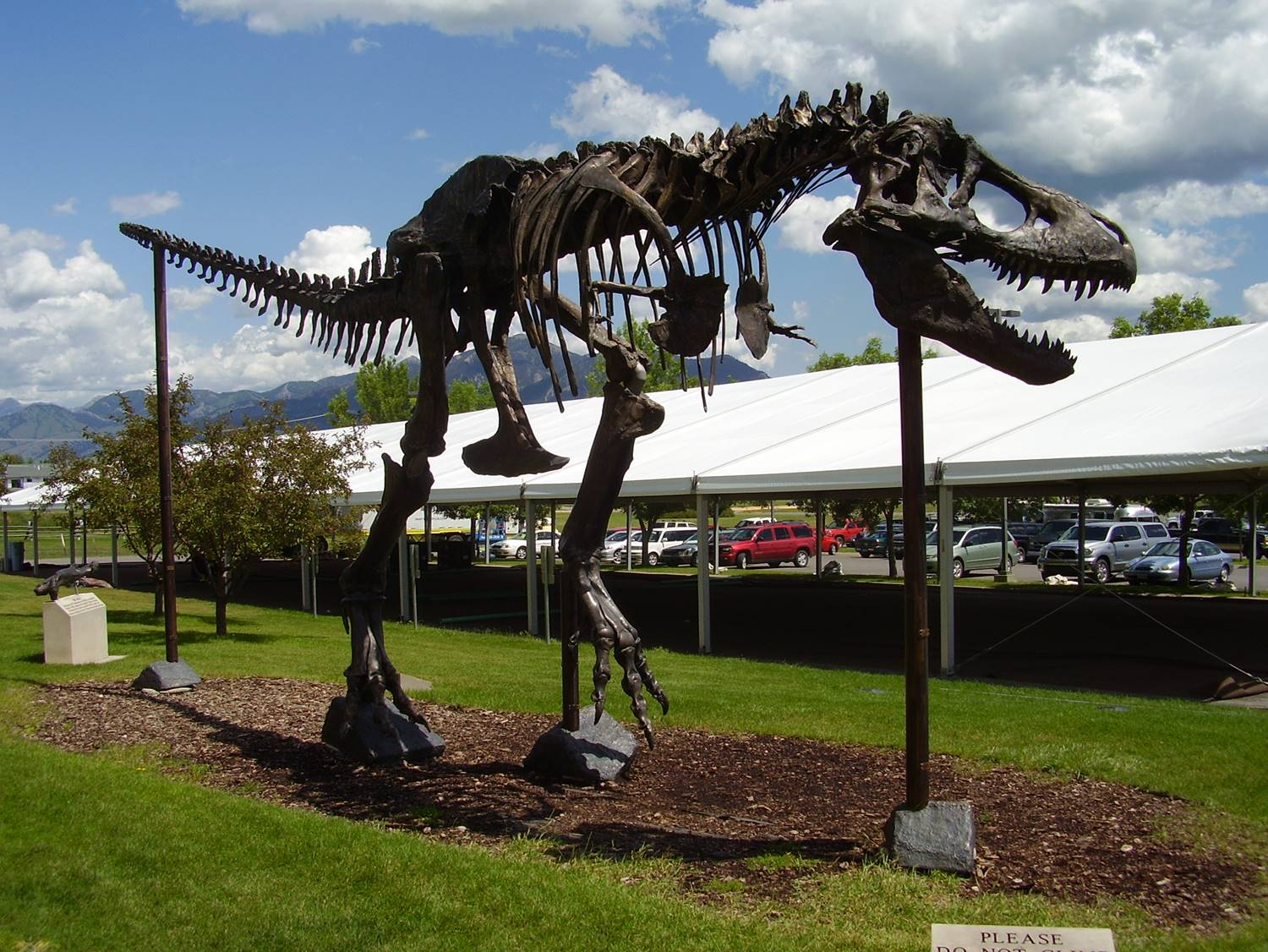
Bronzová replika kostry tyranosaura před Museum of the Rockies v Bozemanu (Montana, USA).

### Podle velikosti
- makrofosilie – viditelné pouhým okem; jejich studiem se zabývá makropaleontologie
- mikrofosilie – mikroorganismy, pyl; jejich studiem se zabývá mikropaleontologie

### Podle míry zachovalosti / přeměny
Fosilie jsou obvykle ne zcela přesně chápány jen jako zkameněliny (petrefakty) organismů, které prošly procesem zkamenění (petrifikací). Proces fosilizace může mít různý průběh, který je však zásadní a odráží se v míře zachovalosti fosilie.

#### Pravé fosilie (fosilie v užším slova smyslu)
Pravé fosilie jsou zachovalé nepřeměněné (nebo jen málo přeměněné) zbytky organismů. V jejich složení nedošlo k podstatným změnám v důsledku fosilizačních a diagenetických procesů.
1. Nejčastěji se dochovávají tvrdé části organismů:
  - kosti
  - zuby obratlovců (díky velice odolnému dentinu)
  - nezměněné schránky (např. měkkýši z neogénních téglů)
  - skořápky vajec
  - krunýře
2. může se ale dochovat i měkká tkáň
  - mumie – fosilie vzniklé rychlým vysušením těla organismu (v aridním prostředí nebo jeskyních)
  - pseudomumie – živočichové zachovaní i s měkkou tkání jinak než vysušením (zmrznutím, konzervací v prostředí bažin, živičných látek, evaporitů či ozokeritových akumulací)
  - patologické mumie – např. ohořelé zbytky těl, fraktury,…
  - fyziologické mumie – části organismů ztracené už za jejich života (parohy, kopyta,…)

#### Nepravé fosilie (fosilie v širším slova smyslu)
U takto zachovaných fosilií došlo k nahrazení jejich původních schránek nebo tkání jinou minerální látkou, a to dokonce i opakovaně (původně pyritické fosilie mohou v oxidačních podmínkách přejít na limonitizované atd.).
- (kamenné) jádro – sediment vyplňuje vnitřní prostor schránky. Na vnějším povrchu jádra, se otiskují vnitřní struktury schránky (svalové vtisky, otisky pláště, vaskulární systém ap.).
  1. jádro úplné – sediment vyplní celý vnitřní prostor schránky
  2. jádro neúplné – nedojde k vyplnění celé schránky (sedimentu stojí v cestě např. přepážky ve fragmokonu u hlavonožců)
  3. jádro skulpturní – na povrchu jádra se otiskne skulptura povrchu schránky (schránka se rozpouštěla v nezpevněném sedimentu)
  4. jádro složené – na povrchu jader prolínají struktury jádra vnitřního i struktury povrchu krunýře (k tomu někdy dochází u plochých krunýřů trilobitů)
- otisk – znázorňuje charakter vnějšího povrchu organizmu, např.zachovaného jako jádro. Jedná se tedy o protiotisk (útvar konkávní). Z čistě deskriptivního hlediska se otisk označuje jako negativ a jádro (či zachovaná schránka) jako pozitiv (má konvexní reliéf).
- výlitek – jedná se o jádro v širším slova smyslu. Po vytvoření jádra (vnitřního) a po rozpuštění schránky vznikne mezi jádrem a protiotiskem dutina. Jestliže se vyplní sedimentem nebo fosilizačním minerálem, vznikne výlitek.
- odlitek – vznikne vyplněním dutiny po schránce i jejího vnitřního prostoru.

Mezi fosilie v širším slova smyslu se přiřazují též fosilní stopy po činnosti organizmů – ichnofosilie či ichnity (dříve označované jako problematika, hieroglyfy či bioglyfy). Jedná se zejm. o otisky končetin, nebo jen drobné dírky po vrtání či cestičky po lezení. Patří sem také zkamenělé výkaly (koprolity)
Odvětví paleontologie, které se zabývá výzkumem fosilních stop se nazývá ichnologie (též palichnologie či paleoichnologie).

## Vznik fosilií
Nejčastěji tak, že živočich nebo rostlina uvízne v usazeninách, obvykle pod vodou. I když se masité části těla takto pohřbených živočichů rychle rozloží, tvrdé složky, kosti a skořápky zůstanou zachovány, v některých případech prakticky bez poškození. Většinou však prosakující voda částečně nebo úplně zanese spáry a dutiny nerostnými usazeninami a promění je v kámen. V případě dřeva může být původní hmota postupně, molekulu za molekulou, nahrazována minerály, především oxidem křemičitým. V tomto případě se zachovají původní charakteristické rysy včetně letokruhu, ba dokonce i buněčné struktury. Fosilizace může proběhnout i tak, že původní struktury zcela zmizí a zanechají po sobě buď dutinu, nebo jakousi přírodní „formu“ ve skále. Občas do těchto forem pronikají jiné materiály, které pak vytvářejí odlitek originálu. Formám „na listy“ a jiné tenké struktury se říká otisky. Původní obrysy listu a živočichu s měkkým tělem se mohou uchovat také v jemném nánosu bahna. Zvlášť krásné jsou takto vzniklé jemné prokreslené otisky kapradin.

## Horniny, ve kterých nalézáme zkameněliny
Největší množství fosilií se nachází v sedimentárních horninách, v jílovitých břidlicích, ve vápenci a v pískovci, kam byl ten či onen organismus pohřben v období jejich vzniku. Mimořádně vzácné jsou zkameněliny v metamorfovaných horninách, protože fosilie v původní hornině byly obvykle zničeny při její transformaci. Některé sedimentární horniny jsou prakticky ztuhlými nánosy fosilií. Bílé útesy u Doveru na březích Lamanšského průlivu jsou mocnými vrstvami naplavené křídy. Tento typ vápence se téměř výlučně skládá z úlomků miniaturních mušliček a uhličitanu vápenatého, pocházejícího z pozůstatku malých mořských živočichů. Velmi vzácné jsou nálezy „forem“ rostlin a zvířat v magmatických horninách (zhruba 2 %). V Oregonu objevili zcela ojedinělou „formu“ jednoho druhu nosorožce, který zahynul při sopečném výbuchu zhruba před dvaceti miliony let. Sopečný popel ale může dobře zachovat měkké tkáně.

### Jantar

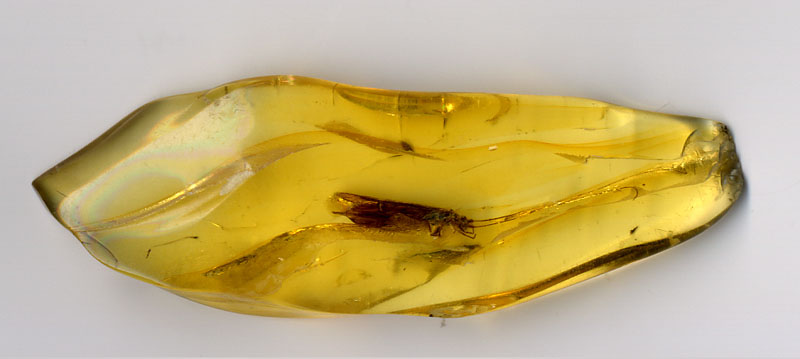
hmyz fosilizovaný v jantaru

Skoro by se dalo říct, že kousek jantaru s nedotčeným exemplářem drobného hmyzu jsou vlastně dvě zkameněliny zároveň, protože tento odpradávna ceněný žlutý sklovitý organický minerál je zkamenělým kouskem stromové pryskyřice. Jantar samotný ale za fosilii považovat nemůžeme, protože nevypovídá nic o stavbě a tvaru organismu, ze kterého pochází. Označujeme jej tedy jako fosilní pryskyřici.
Jantar se většinou nachází na pobřeží Baltského moře, kde kdysi bohaté jehličnaté lesy bývaly zdrojem jantarotvorné suroviny. Hmyz, listy a jiné kousky rostlin se občas v lepkavé pryskyřici zachytily a ta pak zkameněla. Hmyz se zachoval tak dokonale, že vidíme dokonce i jemné žilky v křídlech, a vypadá to, jakoby stále v kousku jantaru fyzicky byl. Ve skutečnosti tomu tak není. Zbyla z něj jen pouhá forma s obtiskem.

## Fosilní koncentrace
Fosilní koncentrace je jakákoli relativně velká akumulace fosilií bez ohledu na taxonomické složení, stav zachování nebo stupeň postmortální modifikace.
Posuzují se dle:
- taxonomického složení
- geometrie nebo vnitřní struktury sedimentu

### Lagerstätten
Fossil-Lagerstätte (Fossillagerstätte, Lagerstatte, Lagerstaette) je hornina obsahující fosilie, které jsou dostatečně dobře zachovány, nebo jsou dostatečně hojné pro odběry.

#### Významné paleontologické lokality
- Burgess Shales (Kanada – Britská Kolumbie) – velké množství zkamenělin z období středního kambria, některé velmi dobře zachovalé (trilobiti s tykadly a „nožičkami“)
- Mazon Creek (USA – Illinois) – množství fosilní flóry
- Solnhofen (Německo – Bavorsko) – mikritické vápence – Solnhofener Plattenkalk; teropod Archaeopteryx lithographica
- Rancho la Brea (USA – Kalifornie) – terciérní a kvartérní obratlovci (smilodon)
- Ediacara (Jižní Austrálie) – makrofosilie z období prekambria (cyklomedúzy, Dickinsonia)
- Monte Bolca (Itálie) – menility (zvláštní druh sedimentárního opálu); fosilní ryby, hadi
- Holzmaden (Německo – Bádensko-Württembersko) – mořské sedimenty: ichtyosauři (mezi žebry zkamenělé zbytky potravy, nenarozená mláďata v břiše), plesiosauři, amoniti,…
- Ghost Ranch (USA – Nové Mexiko) – fosilie velkého množství teropodů druhu Coelophysis bauri a další...

## Nejstarší fosilie
1. chemofosilie (ca 3,8 mld. let) – skupina Isua (Grónsko)[9]
2. prokaryota
  - Archaeosphaeroides barbertonensis (nejstarší známý organismus, ca 3,4 mld. let) – skupina Onverwacht v Transvaalu (JAR)[9]
3. eukaryota
  - Grypania spiralis (nejstarší známá řasa, ca 2,1 mld. let) – pohoří Iron v Michiganu (USA)[10]
  - Cooksonia barrandei (nejstarší známá rostlinná makrofosilie, ca 0,4 mld. let) – Barrandovy jámy u Loděnic (Česko)[11]

## Komerční využití fosilií
Cenné fosilie, jako jsou kostry druhohorních dinosaurů, jsou často prodávány v aukcích za vysoké částky. Podobná praxe se uplatňuje v posledních desetiletích zejména u fosilií vyvezených z Číny, Mongolska a USA.